# Lillerød
Lillerød ligger i Nordsjælland og er hovedbyen i Allerød Kommune. Byen har 16.801 indbyggere  (2024) og kaldes ofte for Allerød, med reference til jernbanestationen og kommunen. Byen tilhører Region Hovedstaden.
Allerød Station hed oprindeligt Lillerød Station, men navnet blev ændret 18. maj 1952 for at forhindre navneforvirring med nærliggende Hillerød Station ved meddelelser i højttalerne.
Stationsbyens gågade hedder M D Madsensvej.
I Lillerød ligger et egnsteater ved navn Mungo Park, opkaldt efter en opdagelsesrejsende. Tidligere husede byen teatergruppen Dr. Dante, der indledte sit virke her i marts 1979.
Byen har sin egen biograf, Allerød Bio, som er drevet af frivillig arbejdskraft (Allerød Bios Venner).
Lillerød er desuden kendt for sine Kampvogne forbudt skilte[kilde mangler], som skyldes, at byen ligger tæt på Sjælsmark og Høvelte kaserne.

## Beliggenhed
Lillerød omgives mod nord af Store Dyrehave, mod øst af Tokkekøb Hegn, mod sydøst af Ravnsholt Skov, mod vest af Hillerødmotorvejen. Skovene har medfødt, at byudviklingen fortrinsvis er sket i nordlig, vestlig og sydvestlig retning (Lynge Overdrev).

## Historie
Lillerød går tilbage til middelalderen. Endelsen -rød viser, at der er tale om en rydningsbebyggelse.
I 1682 bestod Lillerød landsby af 8 gårde og 11 huse med jord. Det samlede dyrkede areal udgjorde 387,1 tønder land skyldsat til 81,41 tønder hartkorn. Dyrkningsformen var trevangsbrug.
I 1864 anlagdes Nordbanen med station ved Lillerød. Den hurtige forbindelse til hovedstaden bevirkede, at Lillerød voksede.
| Bydel                    | 1911 | 1916 | 1921 | 1925 | 1930  | 1935  | 1940  | 1945  | 1950  | 1955  | 1960  | 1965  |
| ------------------------ | ---- | ---- | ---- | ---- | ----- | ----- | ----- | ----- | ----- | ----- | ----- | ----- |
| i Lillerød kommune       | 246  | 319  | 454  | 569  | 1.009 | 1.370 | 1.656 | 2.002 | 2.483 | 3.092 | 3.551 | -     |
| i Blovstrød kommune      | -    | -    | -    | -    | -     | -     | 297   | 319   | 349   | 462   | 421   | -     |
| i Lynge-Uggeløse kommune | -    | -    | -    | -    | -     | -     | -     | -     | -     | 278   | 301   | -     |
| I alt                    | 246  | 319  | 454  | 569  | 1.009 | 1.370 | 1.953 | 2.321 | 2.832 | 3.832 | 4.273 | 5.319 |

Kilder:
Danmarks Statistik: Statistiske Meddelelser 4. rk, 37. bd, 1. hæfte: "Folkemængden 1. Februar 1911 i Kongeriget Danmark"; København 1911; s. 105
Danmarks Statistik: Statistiske Meddelelser 4. rk, 51. bd, 1. hæfte: "Folkemængden 1. Februar 1916 i Kongeriget Danmark"; København 1916; s. 64
Danmarks Statistik: Statistiske Meddelelser 4. rk, 63. bd, 1. hæfte: "Folkemængden 1. Februar 1921 i Kongeriget Danmark"; København 1921; s. 70
Danmarks Statistik: Statistiske Meddelelser 4. rk, 86. bd, 2. hæfte: "Folkemængden 1. Februar 1930 i Kongeriget Danmark"; København 1931; s. 173
Danmarks Statistik: Statistiske Meddelelser 4. rk, 101. bd, 1. hæfte: "Folkemængden 1. Februar 1935 i Kongeriget Danmark"; København 1936; s. 172
Danmarks Statistik: Statistiske Meddelelser 4. rk, 113. bd, 3. hæfte: "Folkemængden 1. Februar 1940 i Kongeriget Danmark"; København 1941; s. 123
Danmarks Statistik: Statistiske Meddelelser 4. rk, 128. bd, 1. hæfte: "Folkemængden 1. Februar 1945 i Kongeriget Danmark"; København 1946; s. 73
Danmarks Statistik: Statistiske Meddelelser 4. rk, 147. bd, 1. hæfte: "Folkemængden 1. Februar 1950 i Kongeriget Danmark"; København 1952; s. 7
Danmarks Statistik: Statistiske Meddelelser 4. rk, 166. bd, 1. hæfte: "Folkemængden 1. Februar 1955 i Kongeriget Danmark"; København 1957; s. 9
Danmarks Statistik: Statistiske Undersøgelser Nr. 10: "Folketal, areal og klima 1901-60"; København 1964; s. 173
Danmarks Statistik: Statistiske Meddelelser 1968:3: "Folkemængden 27. september 1965 og Danmarks administrative inddeling"; København 1968; s. 8

## Galleri
- M.D. Madsensvej
- Mungo park
- Allerød bio
- Kampvogne forbudt skilt
- Byskilt